# Statistisches Gebiet (Hamburg)
Ein Statistisches Gebiet ist eine räumliche Gliederung Hamburgs, die vom Statistischen Amt für Hamburg und Schleswig-Holstein vorgenommen wird,  um kleinräumige Daten liefern zu können. Die erste derartige Gliederung basierte auf der Volkszählung von 1987 und wird seitdem fortgeschrieben. Ein Statistisches Gebiet besteht aus benachbarten Häuserblöcken, die so zusammengestellt sind, dass ihre baulichen und sozial-strukturellen Merkmale möglichst homogen sind. Statistische Gebiete liegen in Hamburg immer innerhalb eines Stadtteils, können jedoch Ortsteilgrenzen schneiden. Mit Stand 2016 hatte Hamburg 943 Statistische Gebiete, die meisten davon zählen zwischen ein- und dreitausend Einwohner.
Jedes Statistische Gebiet hat eine sechsstellige Kennziffer. Dabei bezeichnen die ersten drei Ziffern den Stadtteil und die letzten drei Ziffern das Statistische Gebiet darin. Da in diesem Schema die meisten Stadtteile mit einer zweistelligen Zahl kodiert werden, werden die Kennziffern der Statistischen Gebiete unter Verzicht auf führende Null und Gruppierung teils auch fünfstellig angegeben (37002 statt 037 002).

## Beispiel

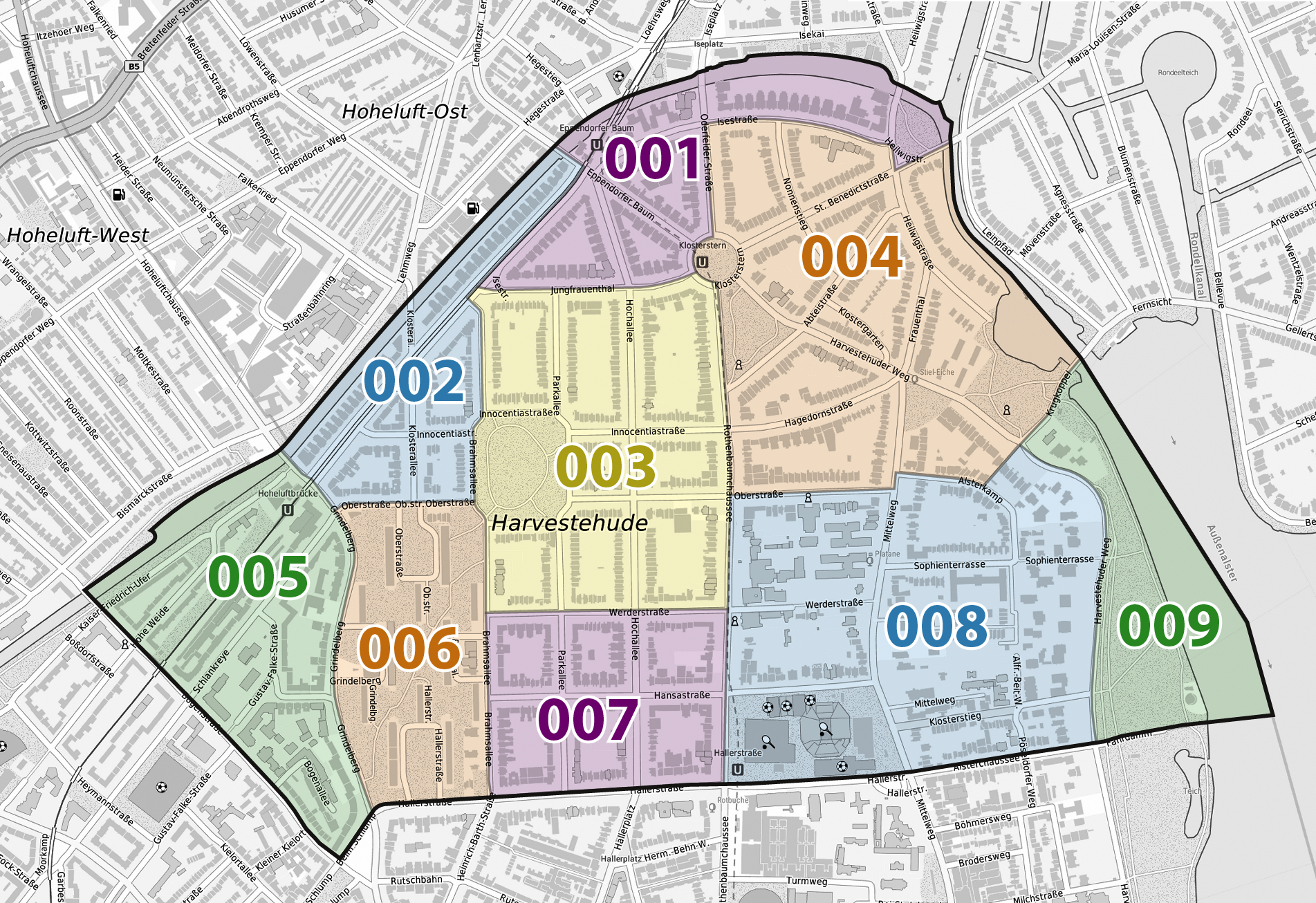
Statistische Gebiete in Hamburg-Harvestehude

Harvestehude hat neun Statistische Gebiete, zu acht davon werden Mikrozensus-Angaben veröffentlicht:
| Nummer  | Fläche (ha) | Einwohner | Status | Dynamik | Beschreibung                                                                           |
| ------- | ----------- | --------- | ------ | ------- | -------------------------------------------------------------------------------------- |
| 037 001 | 17,1        | 2414      | hoch   | stabil  | Eppendorfer Baum, Isestraße                                                            |
| 037 002 | 13,7        | 2150      | hoch   | stabil  | Isestraße, Brahmsallee, Oberstraße                                                     |
| 037 003 | 29,4        | 1767      | hoch   | stabil  | Brahmsallee, Jungfrauenthal, Rothenbaumchaussee, Werderstraße                          |
| 037 004 | 38,0        | 1946      | hoch   | stabil  | Isestraße, Heilwigstraße, Oberstraße, Rothenbaumchaussee                               |
| 037 005 | 21,4        | 2783      | mittel | stabil  | Grindelberg, Bogenstraße, Isebekkanal                                                  |
| 037 006 | 15,5        | 2874      | mittel | negativ | Grindelhochhäuser                                                                      |
| 037 007 | 15,7        | 2123      | hoch   | stabil  | Brahmsallee, Werderstraße, Rothenbaumchaussee, Hallerstraße                            |
| 037 008 | 39,2        | 1602      | mittel | stabil  | Rothenbaumchaussee, Oberstraße bis zum Harvestehuder Weg, Alsterchaussee, Hallerstraße |
| 037 009 | 14,8        | k. A.     | k. A.  | k. A.   | Alster und Alstervorland östlich des Harvestehuder Wegs, nördlich bis zur Krugkoppel.  |

Im Statistischen Gebiet 037 009 gibt es neben dem Anglo-German Club, dem ägyptischen Generalkonsulat und einer Bar nur ein bewohntes Gebäude, daher werden aus Datenschutzgründen keine Mikrozensus-Angaben veröffentlicht.
Die Zeitreihe von 2012 bis 2021 zeigte nur bei drei der acht Statistischen Gebiete eine Veränderung im Statusindex in irgendeinem Jahr:
- Statistisches Gebiet 037 006: Grindelhochhäuser, das Gebiet entwickelte sich von „niedrig“ zu „mittel“, auch wenn zuletzt eine negative Dynamik gemessen wurde. Diese Aufwärtsbewegung ging mit der Renovierung und auch Aufwertung der Grindelhochhäuser einher.
- Statistisches Gebiet 037 007: Sechs Häuserblöcke um die Hansastraße zwischen Grindelhochhäusern und Rothenbaumchaussee, das Gebiet wechselte ohne klare Tendenz zwischen „mittel“ und „hoch“.
- Statistisches Gebiet 037 008: Teile des Gebiets sind nicht bewohnt, sondern umfassen das NDR-Gelände, Tennisstadion und Wilhelm-Gymnasium. Es gibt sieben Blöcke mit Wohnhäusern bzw. Stadtvillen. Das Gebiet hatte lange Zeit den Status „hoch“ und wechselte dann von 2016 zu 2017 zu „mittel“, zeitgleich mit der Inbetriebnahme des Flüchtlingsheims an der Sophienterrasse.